# Heppia (svamp)
Heppia (Heppia lutosa) är en lavart som först beskrevs av Erik Acharius och som fick sitt nu gällande namn av William Nylander. 
Heppia ingår i släktet Heppia och familjen Heppiaceae. Inga underarter finns listade i Catalogue of Life.